# Guernica (Picasso)
Pour les articles homonymes, voir Guernica (homonymie).
Guernica est une peinture de l'artiste espagnol Pablo Picasso, une de ses œuvres les plus célèbres et un des tableaux les plus connus au monde,,,.
Picasso réalise cette huile sur toile de style cubiste entre le 1er mai et le 4 juin 1937, à Paris, en réponse à une commande du gouvernement républicain de Francisco Largo Caballero pour le pavillon espagnol de l'Exposition universelle de Paris de 1937.
Cette toile monumentale est une dénonciation engagée du bombardement de Guernica, qui venait de se produire le 26 avril 1937, lors de la guerre d'Espagne, ordonné par les nationalistes espagnols et exécuté par des troupes allemandes nazies et fascistes italiennes. Le tableau de Picasso, qui fut exposé dans de nombreux pays entre 1937 et 1939, a joué un rôle important dans l'intense émotion suscitée par ce bombardement et par la guerre d'Espagne ; véritable manifeste politique, il a acquis rapidement une grande renommée et une portée politique internationale, devenant un symbole de la dénonciation de la violence franquiste et fasciste, puis de l'horreur de la guerre en général.
Conservée pendant toute la dictature franquiste aux États-Unis, à la demande de Picasso, cette œuvre a été transférée en 1981 en Espagne, où elle est conservée depuis 1992 au musée Reina Sofía à Madrid.

## Création
Le gouvernement espagnol républicain de Francisco Largo Caballero envoya en janvier 1937 le directeur général des Beaux-Arts, Josep Renau, demander à Picasso — alors à Paris — de réaliser une peinture murale pour le pavillon espagnol de l'Exposition Internationale de Paris de 1937.
Après avoir hésité, Picasso finit par accepter et décide, à la suite du bombardement de Guernica (26 avril 1937), d'exprimer toute l'horreur et la colère que cet évènement avait suscitées en lui ; ainsi, la commande de la République espagnole lui offre l'occasion d'exposer une dénonciation des totalitarismes fascistes qui étaient intervenus militairement dans ce bombardement, juste à côté des pavillons monumentaux de leurs pays respectifs.
Avant d'exécuter la version finale, il a réalisé, entre le 1er mai et le 4 juin 1937, 45 études préliminaires qu'il a conservées, datées et numérotées, et qui sont maintenant exposées au musée Reina Sofía. Cette période de travail préparatoire a été subdivisée en trois phases par Robert W. Weisberg : les études des deux premiers jours (1er et 2 mai) concernent la composition de l'œuvre et le personnage central du cheval ; celles des six jours de la semaine suivante (du 8 au 13 mai) sont principalement consacrées à l'élaboration d'autres personnages et, dans une moindre mesure, à la composition ; enfin, celles des deux dernières semaines (du 20 mai au 4 juin) sont centrées sur de nouveaux personnages périphériques. Le fait que Picasso ait commencé par étudier principalement la composition et le personnage central prouve qu'il a organisé ce travail préparatoire de manière logique et systématique.

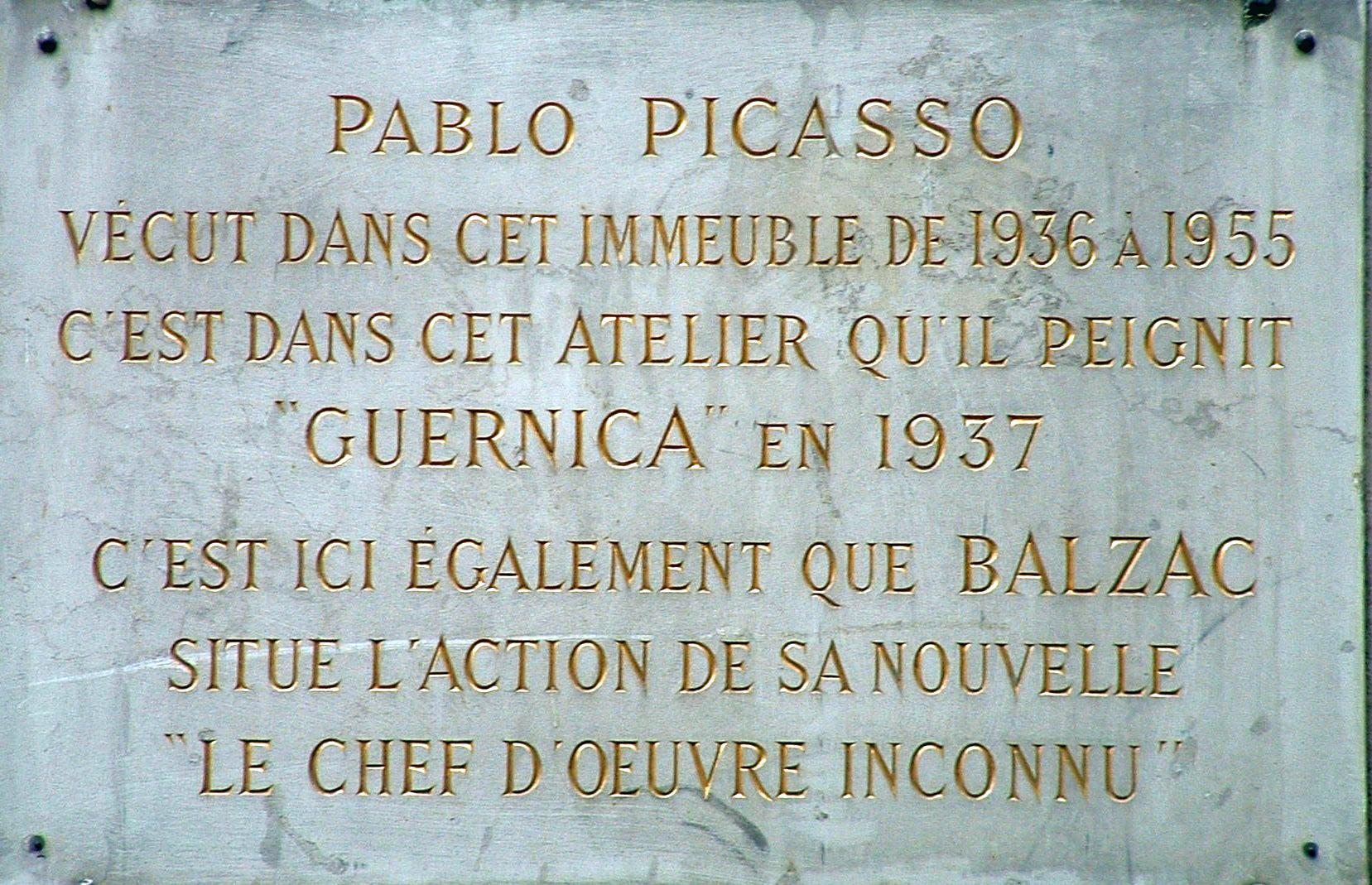
Plaque commémorative situant l'atelier du 7, rue des Grands-Augustins, où Picasso réalisa Guernica.

La réalisation commença vers le 11 mai et se termina début juin 1937, à Paris, dans son atelier du 7, rue des Grands-Augustins. Pour la première fois, Picasso peignit en présence d'un observateur, en l'occurrence sa maîtresse Dora Maar, qui prit des photos de Picasso au travail et surtout des différentes étapes de la réalisation,. Picasso utilisait ces photos en noir et blanc des états antérieurs de sa toile pour modifier la peinture, et notamment la balance des blancs et des noirs, dans le but que Guernica apparaisse comme une immense fresque compréhensible par tous[réf. nécessaire]. De ce fait, selon Anne Baldassari, biographe de Picasso et présidente du musée Picasso de Paris, Guernica peut être en partie considérée comme une œuvre à quatre mains.

## La peinture

### Caractéristiques techniques
Guernica est une peinture d'une taille monumentale (349,3 × 776,6 cm).
C'est une peinture d'histoire, exécutée principalement en noir et blanc, avec un camaïeu de nuances de gris (grisaille), mais aussi avec des zones de gris bleuté, de bistre et de jaune pâle doré.
Selon le musée Reina Sofía, où le tableau est actuellement conservé, il a été réalisé avec de la peinture à l'huile, mais plusieurs historiens de l'art précisent au contraire que Picasso a utilisé de la peinture industrielle vinylique mate de marque Ripolin,, dont il s'était déclaré totalement satisfait, alors que ce n'était pas un type de peinture utilisé habituellement pour la peinture d'art, mais pour la peinture en bâtiment, et que Jaume Vidal, employé de l'entreprise Castellucho, qui a fourni à Picasso la peinture ainsi que la toile de lin et le châssis, lui avait conseillé d'utiliser une peinture de meilleure qualité car celle-ci allait se craqueler sur le lin, ce qui s'est effectivement produit dès la fin de l'Exposition internationale. Selon ces sources, il aurait recherché une peinture qui ne brille pas, peut-être pour s'approcher de l'aspect des maisons détruites.
Guernica est une peinture de style cubiste et expressionniste qui utilise notamment le clair-obscur.

### Composition et analyse
La composition apparaît comme assez brouillée, car les tracés et les formes se superposent. Les corps sont déformés à l'extrême. Il n'y a aucun vide sur la toile, tout l'espace est occupé. Les éléments en morceaux montrent le chaos de la scène et les destructions causées par le bombardement. Le tableau est organisé comme un triptyque (forme classique du retable chrétien) dont les principales lignes de force forment latéralement des verticales et un triangle central, l'ensemble s'étageant sur une trame pyramidale. La base du triangle est une ligne cohérente formée de masses blanches bien équilibrées. Ainsi Picasso marie les libertés du cubisme (corps déformés par des angles de vue différents) avec la composition (pyramide et triptyque) de la peinture classique. Le tableau n'est pas réaliste car il ne représente aucune bombe.
À gauche, un soldat allongé, démembré (tête décapitée, bras droit coupé), avec une épée (ou un poignard) à la lame brisée dans la main droite, symbolise la mort. C'est le seul personnage masculin de la toile, les hommes étaient en effet partis combattre aux côtés des Républicains. Au centre se dresse une fleur, symbole de la vie renaissant de la mort. Une femme dans l'embrasure de la porte fixe de son regard la lampe à pétrole qui symbolise l'espoir dans la « nuit » du bombardement. 
La figure centrale du tableau est un cheval hypostasié (ou une jument, selon les versions et les interprétations) qui hennit, horrifié (sa langue pointue comme un couteau exprimant la douleur), et dont le corps est transpercé par une lance au niveau du flanc (ou du dos ?). L'animal est recouvert de traits verticaux, comme des pointillés formant des lignes horizontales, ce qui évoque les caractères des articles de presse relatant le bombardement. 
À gauche, une femme porte son enfant mort, bras et tête ballants, et hurle de douleur. La tête rebroussée en arrière, la bouche s'ouvrant comme pour adresser une plainte au Ciel et laissant passer une langue pointue comme un poignard, les yeux en forme de larmes, sont autant de symboles évoquant son désespoir. Derrière elle se dresse un taureau impassible, symbole de l'Espagne, de la force et aussi de la cruauté. C'est le seul à regarder le spectateur en face, comme s'il le prenait à partie. En haut à gauche, est figuré une ampoule-soleil (abat-jour ? Soleil ? Œil divin ou œil du peintre ? Métaphore du bombardement ?),. Cette ampoule entourée d'éclats piquants pourrait aussi représenter le feu venu du ciel (bombes incendiaires).
Les hennissements du cheval (symbolisant les hurlements du peuple) se projettent pour se métamorphoser en une table sur laquelle pousse son ultime cri la colombe aux ailes brisées qui se perd dans l'obscurité du fond noir. Seule une trace de lumière dure éclaire l'oiseau, évoquant un rasoir qui lui tranche le cou. Ainsi, cette colombe blessée est une allégorie de la paix assassinée. Elle est à peine visible, ce qui signifie que la paix s'efface face à la guerre.
À droite du tableau, un groupe de trois femmes désarticulées pleurent ou hurlent : une femme qui boîte (aux seins « boulonnés », symbolisant peut-être son enfant mort), dont le corps est déformé, disproportionné, et qui semble s'enfuir ; une femme « fantôme » (aux seins s'entrechoquant, pressés, avec des bouts en pointes de couteau) à une fenêtre tendant avec son bras étiré une lampe à huile vers le centre du tableau ; une femme tombant dans les flammes de sa maison incendiée, les bras levés vers le ciel et ses yeux en forme de larmes. En arrière-plan, des formes géométriques évoquent des immeubles incendiés, les flammes étant représentées par des triangles clairs.

### Interprétation

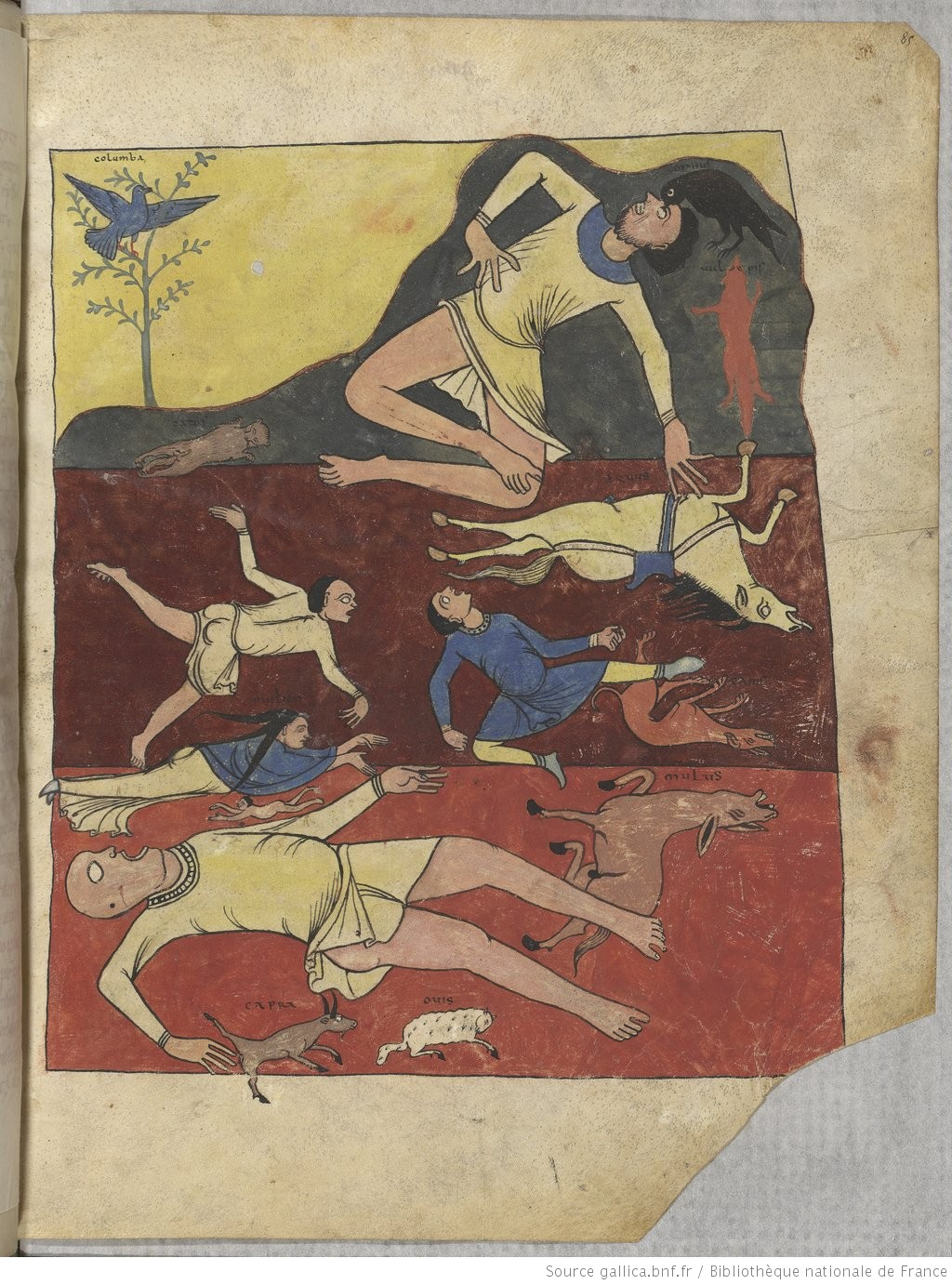
Dans Guernica, Picasso fait un usage profane de l’Apocalypse de Saint-Sever.

#### Sources d'inspiration
L'expression corporelle du personnage le plus à droite, aux attributs féminins (cheveux longs, seins, robe) et qui lève les bras au ciel, a été comparée à celle du fusillé du Tres de mayo, de Francisco de Goya,.
Selon Anthony Blunt, la composition de Guernica est héritée de la représentation traditionnelle, dans l'iconographie chrétienne, du massacre des Innocents ; il cite parmi les antécédents proches Le Massacre des Innocents de Guido Reni et Le Massacre des Innocents de Nicolas Poussin. Blunt estime en particulier que les bras levés de la femme en flammes et la mère à l'enfant mort, dans Guernica, sont des « échos » des personnages du tableau de Poussin ; on peut en effet comparer ces personnages avec la mère agenouillée au premier plan et celle habillée en bleu en arrière-plan, à droite.
Le personnage féminin en bas à droite, qui traîne sa jambe coupée, a également été comparé à la mère du premier plan du Massacre des innocents de Poussin.
La pose du personnage de la mère à l'enfant mort, à gauche dans le tableau de Picasso, a également souvent été comparée à une Pietà et, plus précisément, à la sculpture de Michel-Ange,.
Picasso s'est probablement inspiré pour la scène du soldat mort, d'une feuille sur le déluge de l’Apocalypse de Saint-Sever.
Le cheval transpercé d'une lance est vraisemblablement une référence à la crucifixion du Christ mais aussi à la tauromachie (cheval du picador, lui-même victime de la lance ?).
Enfin la mère avec son enfant à gauche et les deux femmes à droite empruntent leurs traits, nez descendant droit du front, lourde mâchoire, onde des cheveux, à Marie-Thérèse Walter, compagne de Picasso. Le profil de la femme à la fenêtre est celui de son autre compagne, Dora Maar.

#### Choix du noir et blanc
Selon Carmen Giménez, administratrice du musée Reina Sofía où est exposé Guernica depuis 1981, 

« Picasso utilise beaucoup le blanc, le noir et le gris dans les moments où il veut dire quelque chose de très important et où il ne veut pas perdre son temps dans la couleur. »

Le choix d'un effet global de noir et blanc évoque les photos de guerre de la presse écrite : Picasso vivait en France depuis 1900, mais son cœur espagnol a été profondément choqué quand il a appris par la presse que Guernica avait été bombardée. Ce choix pourrait aussi avoir été inspiré par le fort impact des bélinographes sur Picasso.
Le noir et blanc du tableau résulte également des photographies prises lors de la longue élaboration de l'œuvre par Dora Maar.

#### Sujet
Même s'il ne fait pas de doute que le tableau représente le bombardement de Guernica, en raison de son titre et des déclarations de Picasso, Guernica représente une scène de violence, de douleur, de mort et d'impuissance dont la cause n'est pas représentée explicitement ; dans la série des études préparatoires du premier jour (le 1er mai 1937), conservées au musée de la Reine Sofía à Madrid, les flammes causées par les bombes ne sont d'ailleurs même pas encore présentes sur le toit des immeubles ; une des premières esquisses, datée du 1er mai 1937, représente seulement, au premier plan et au centre, un cheval (qui est représenté comme une jument pleine dans les quatre premières esquisses), du ventre duquel sort un petit cheval ailé, devant un taureau tourné vers la gauche, et au-dessus d'un personnage allongé, aux yeux fermés, aux cheveux longs, avec, en arrière-plan, une femme, à la fenêtre d'un étage d'un immeuble, tendant au bout de son bras une lampe à pétrole.

#### Arts, ruptures, continuités
Guernica s'inscrit dans la tradition de la peinture d'histoire, tout en renouvelant profondément le genre. La peinture d'histoire consiste en la représentation de sujets religieux, mythologiques, historiques, allégoriques ou issus de la littérature et sous-tend une interprétation de la vie ou exprime un message moral ou intellectuel. La peinture d’histoire était l’occasion pour l'artiste de montrer sa capacité technique et ses talents pour la composition. Il s'agissait de raconter un épisode de façon efficace ou dramatique, en respectant les règles canoniques d’ordre, de clarté et de beauté. Dans Guernica, Picasso n’a pas représenté un événement du passé et n'a pas mis en avant des personnages célèbres et identifiables. Il ne met pas en scène des héros, mais montre les victimes civiles et anonymes du bombardement. 

#### Symbolisme
Les personnages du taureau, à gauche, et du cheval, au centre du tableau, forment un couple récurrent dans l'œuvre de Picasso, et leur valeur symbolique dans Guernica a suscité de nombreuses interprétations contradictoires.
Selon les déclarations de Picasso au peintre Jerome Seckler, le taureau ne symbolise pas le fascisme, ainsi que de nombreux critiques et historiens de l'art l’ont supposé, mais exprime une forme de « brutalité » et d'« obscurité ». Quand Daniel-Henry Kahnweiler lui demanda de clarifier le sens du taureau, il lui répondit :

« Ce taureau est un taureau, ce cheval est un cheval. Il y a aussi une sorte d'oiseau, un poulet ou pigeon, je ne me souviens plus, sur la table. Ce poulet est un poulet. Bien sûr, les symboles… Mais il ne faut pas que le peintre les crée ces symboles, sans cela il vaudrait mieux écrire carrément ce que l'on veut dire, au lieu de le peindre. Il faut que le public, les spectateurs, voient dans le cheval, dans le taureau, les symboles qu'ils interprètent comme ils l’entendent. Il y a des animaux : ce sont des animaux, des animaux massacrés,. »

Selon Juan Larrea, le taureau, en tant qu'animal totémique de l'Espagne, représenterait le peuple espagnol protégeant Madrid (représentée par la mère éplorée et son enfant), tandis que le cheval représenterait les nationalistes espagnols. Cette interprétation se fonde sur le rôle du taureau dans Songe et mensonge de Franco (réalisé à la même époque par Picasso), où il apparaît comme un ennemi de Franco, ainsi que sur le traitement hostile que réservait souvent Picasso aux chevaux dans ses œuvres.
Selon Florence de Mèredieu, la toile achevée serait reliée dès ses premières esquisses aux travaux précédents de Picasso sur la Minotauromachie (1930-1937) : le taureau de Guernica serait en conséquence un avatar du Minotaure et son regard exprimerait la jouissance du monstre mythique ayant violé la jument[réf. nécessaire], laquelle représente symboliquement, d'après Picasso lui-même, le peuple espagnol.[réf. souhaitée] Ce ne serait qu'après avoir pris connaissance, au cours de la journée du 1er mai 1937 des photographies de Guernica en flammes publiées par les journaux, que Picasso aurait intégré le bombardement dans son œuvre comme une conséquence de ce viol, idée première de la construction, en rajoutant par surimpressions successives, les effets désastreux que le machisme effréné peut avoir sur l'humanité : un cortège de massacres et de villes en flammes.[réf. nécessaire] Ainsi, Picasso, qui aimait se comparer avant Guernica au Minotaure, monstre mythique à l'appétit jamais assouvi, aurait su faire émerger à la perfection, par un syncrétisme entre sa vie artistique intérieure et l'événement historique qui révolutionne sa conscience, la brisure de l'espace intime par l'intrusion du viol collectif.[réf. nécessaire]

### Portée politico-historique de l'œuvre
Le tableau doit sa renommée à sa portée politique et l'usage qui en a été fait, au service de la propagande républicaine d'abord, antifasciste et finalement pacifiste.
Commande du gouvernement espagnol républicain de Francisco Largo Caballero en plein affrontement avec les groupes armés nationalistes, Guernica a été pensé d'abord comme un vecteur idéologique contre un ennemi, et contre les horreurs de la guerre :

« La guerre d'Espagne est la bataille de la réaction contre le peuple, contre la liberté. Toute ma vie d'artiste n'a été qu'une lutte continuelle contre la réaction et la mort de l'art. […] Dans le panneau auquel je travaille et que j'appellerai Guernica et dans toutes mes œuvres récentes, j'exprime clairement mon horreur de la caste militaire qui a fait sombrer l'Espagne dans un océan de douleur et de mort. »

— Picasso,, mai 1937.

« La peinture n'est pas faite pour décorer les appartements, c'est un instrument de guerre offensif et défensif contre l'ennemi. »

— Picasso
En effet, de 1937 à septembre 1939, Guernica est en itinérance pour être présenté dans plusieurs pays européens, puis aux États-Unis, notamment pour lever des fonds au bénéfice des républicains espagnols.
Durant la Seconde Guerre mondiale, Picasso, qui vivait rue des Grands-Augustins à Paris, reçut la visite d'Otto Abetz, l'ambassadeur nazi. Ce dernier lui aurait demandé devant une photo de la toile de Guernica (alors conservée à New York au MoMA) : « C'est vous qui avez fait cela ? », Picasso aurait répondu : « Non… vous. » De plus, aux visiteurs allemands des années 1940, il distribuait des photos de Guernica, les narguant d'un « Emportez-les. Souvenirs, souvenirs ! »
Picasso refuse ensuite que le tableau soit amené en Espagne tant que Francisco Franco était au pouvoir et demande à l'avocat Roland Dumas de préparer les documents nécessaires pour que le tableau ne puisse être transporté.
En 1974, afin de protester contre le massacre de Mỹ Lai au Vietnam, Tony Shafrazi peint à la bombe les mots « Kill Lies All » sur le Guernica de Pablo Picasso, alors conservé au MoMA de New York (depuis 1939). Le tableau était protégé par un vernis et la peinture a pu être ôtée sans dommages,.
Au début du XXIe siècle, la portée symbolique et idéologique de l'œuvre reste telle que, le 5 février 2003, la transposition de Guernica sous forme de tapisserie qui était exposée à l'entrée du Conseil de sécurité des Nations unies a été recouverte d'un grand voile bleu lorsque les représentants des États-Unis y sont venus pour tenter de légitimer malhonnêtement leur guerre d'Irak.
Le tableau fait partie des « 105 œuvres décisives de la peinture occidentale » constituant le musée imaginaire de Michel Butor.

## Lieux d'exposition et de conservation

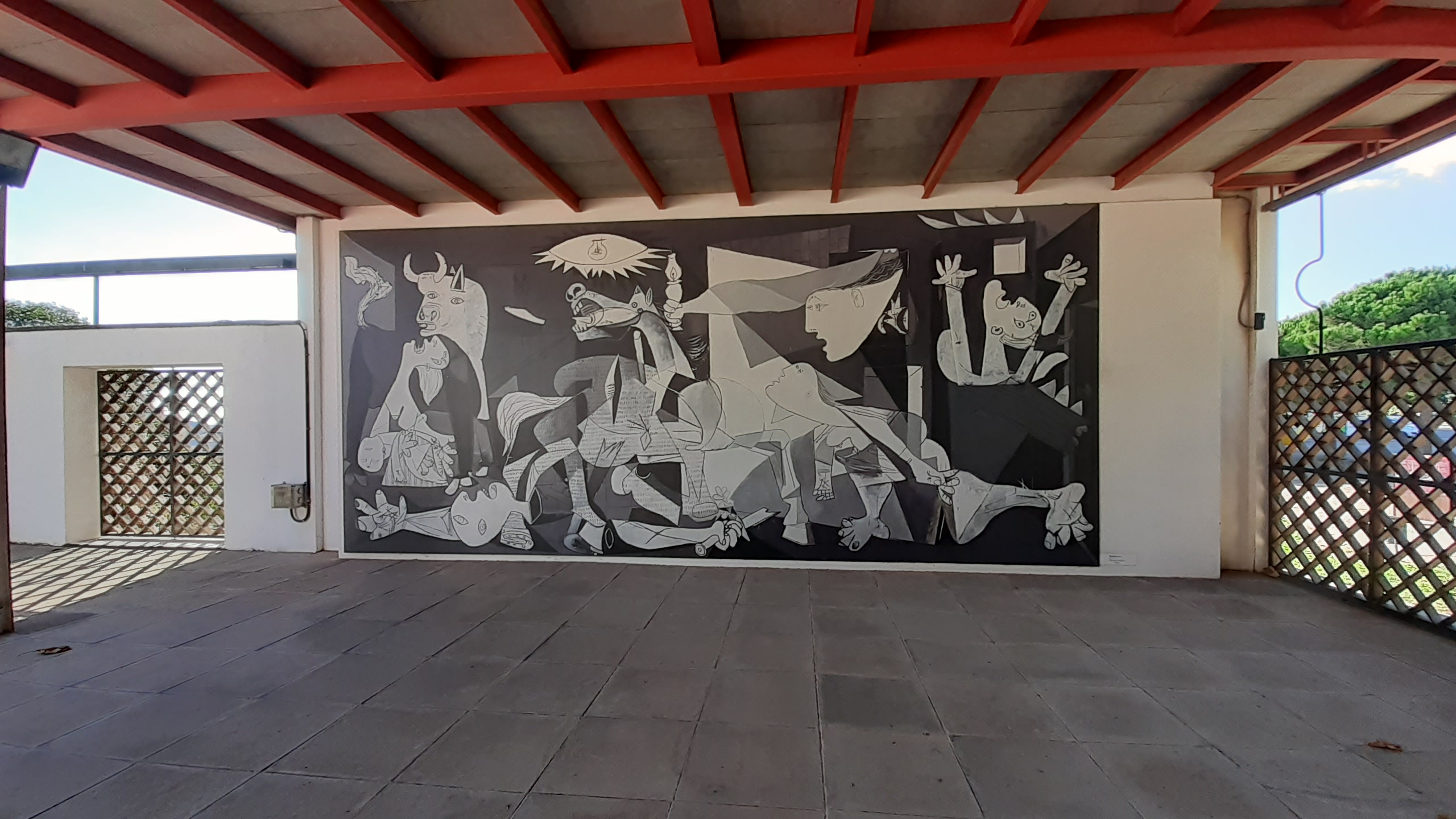
Réplique du pavillon de l'Espagne de l'exposition universelle de 1937 à Barcelone, aujourd'hui bibliothèque universitaire.

Guernica est d'abord présenté à l'Exposition universelle de 1937 (officiellement Exposition internationale des arts et des techniques appliqués à la vie moderne), à Paris, au pavillon de l'Espagne (1937, Josep Lluís Sert architecte) qui ouvre au public le 12 juillet 1937. Dans cet édifice, pour lequel l'œuvre a été conçue, l'installation d'Alexander Calder Fontaine de mercure (1937) lui fait face. Ultérieurement, Calder l'offrira à Joan Miró. Elle se trouve actuellement à la Fondation Joan-Miró, à Barcelone. En vertu d'un accord conclu en 2008, une réplique de la Fontaine de mercure (1945/1946), de plus petites dimensions, créée par Calder pour la Calder Foundation de New York rejoint Guernica au musée national centre d'art Reina Sofía à Madrid où le tableau se trouve depuis 1992. Joan Miró présente quant à lui au pavillon de l'Espagne en 1937 Le Faucheur, portrait d'un paysan catalan aujourd'hui perdu. Il existe à Barcelone une réplique du pavillon de l'Espagne qui sert de bibliothèque à l'université de Barcelone. Une copie de Guernica y est installée.
De 1937 à septembre 1939, Guernica est en itinérance pour être présenté dans plusieurs pays européens, puis aux États-Unis, notamment pour lever des fonds au bénéfice des républicains espagnols.
Après avoir été exposée à la rétrospective « Picasso : Forty Years of His Art » (1939) au MoMA de New York, la toile y reste durant une quarantaine d'années, en raison de l'entrée de l'Europe dans la Seconde Guerre mondiale et du refus catégorique de Picasso, engagé auprès du Parti communiste français, de laisser partir l'œuvre en Espagne tant que « les libertés publiques [n'y seraient pas] rétablies », ainsi qu'il le stipule dans la lettre écrite avec son avocat, Roland Dumas, le 14 novembre 1970,. Elle fait impression sur les Américains et inspire notamment The American People Series #20: Die (1967), tableau emblématique de l'artiste afro-américaine Faith Ringgold.
L'œuvre est envoyée en Espagne le 9 septembre 1981,, après la mort de Picasso en 1973, après la mort de Franco en 1975 et surtout, après la mise en place en décembre 1978, d'une Constitution et d'un gouvernement démocratiques en Espagne. Ce fut un symbole d'autant plus fort de la fin de la dictature franquiste et de la transition démocratique que, quelques mois plus tôt, les démocrates espagnols ont réussi à contrer une tentative de coup d'État le 23 février 1981.
Le tableau est exposé au musée du Prado à compter du 25 octobre 1981 (date du 100e anniversaire de la naissance de Picasso), puis intègre la collection permanente du musée national centre d'art Reina Sofía à Madrid lors de son inauguration en 1992.

### Expositions temporaires autour deGuernica
- « Pitié et terreur : le chemin vers Guernica » (Piedad y terror en Picasso : El camino a Guernica), musée Reina Sofía, du 4 avril au 4 septembre 2017, grande exposition consacrée à Picasso et plus particulièrement à Guernica, à l'occasion des 80 ans de l'œuvre et des 25 ans de l'arrivée de celle-ci au musée, rassemblant 180 œuvres, photos et documents[80],[81].
- En 2018, du 27 mars au 29 juillet, le musée national Picasso-Paris présente l'exposition temporaire « Guernica », qui rassemble des esquisses et « post-scriptums » prêtés par le musée Reina Sofía, et qui comprend une partie sur l'analyse et la genèse de l'œuvre et une autre sur sa postérité et son influence sur les œuvres postérieures[82],[83].

## Œuvres exécutées d'aprèsGuernica

### Les tapisseries
Vingt ans après avoir réalisé Guernica, Pablo Picasso demanda à Jacqueline et René Dürrbach de transposer la peinture en tapisserie. Trois exemplaires ont été tissés ; un se trouve dans la salle des délibérations du siège des Nations unies, à New York, un autre au musée Unterlinden de Colmar et le troisième au musée d'art moderne de Gunma au Japon.
L'exemplaire à l'entrée du Conseil de sécurité des Nations unies a été prêté en 1985 par Nelson Rockefeller. La tapisserie veut rappeler les horreurs de la guerre. Néanmoins, le 5 février 2003, elle a été recouverte d'un grand voile bleu lorsque Colin Powell et John Negroponte ont tenté de trouver des appuis à la guerre en Irak au Conseil de sécurité. Selon les diplomates américains, « il serait inapproprié que Colin Powell parle aux médias du monde de la guerre en Iraq entre l'image d’un cheval agonisant et celle d’une mère tenant son enfant mort entre les mains », prétextant qu'un fond bleu conviendrait mieux à la diffusion télévisée que les couleurs grise et noire du tableau,. Le jeudi 25 janvier 2021, la fondation Rockefeller a récupéré cette tapisserie sur demande de Nelson Rockefeller Junior,, avant qu'elle ne soit exposée à nouveau à l'entrée du Conseil de sécurité le samedi 5 février 2022, après avoir été nettoyée et restaurée.

### Pastiches et détournements
En 1973, le peintre américain Peter Saul peint sa propre version de Guernica avec des couleurs vives et des personnages qui semblent sortis d'un dessin animé.
Le peintre péruvien Herman Braun-Vega fait de nombreuses références à Guernica dans son œuvre. Il en extrait des éléments qu'il replace dans un contexte nouveau. C'est le cas, par exemple dans La lecture à l'atelier (Vermeer et Picasso).
L'artiste américain Ron English qui considère Guernica comme un thème moderne de la peinture, en propose une centaine de versions.

## Représentations du tableau à l’écran
Plusieurs films et séries télévisées mettent en avant le tableau Guernica ou des versions parodiées.
Dans Guernica (1950), ce court métrage documentaire réalisé par Robert Hessens et Alain Resnais examine le tableau et évoque ses thèmes liés à la guerre civile espagnole.
Dans Basquiat (1996), une reproduction de Guernica a été créée spécialement pour le film.
Dans Les Fils de l'homme (2006), Guernica apparaît en fond dans une salle à manger luxueuse, décorée avec d'autres œuvres célèbres.
Dans Simon Schama’s Power of Art (2006), la série documentaire consacre un épisode à Pablo Picasso dans lequel Guernica apparaît aux côtés  d'autres œuvres majeures de l’artiste.
Dans la série Genius (2018), une partie de la saison 2 est dédiée à la création de Guernica.
Dans Les Simpson :
- Épisode 22, Saison 13 (Flic De Choc) : Otto vole le tableau Guernica lors des pillages qui suivent une panne électrique générale.
- Épisode 1, Saison 21 (Super Homer) : Une version parodiée de Guernica est complétée par Nelson, qui révèle des talents artistiques.

#### En français
- Laurent Gervereau, Autopsie d'un chef-d'œuvre : Guernica, Paris-Méditerranée, 1996.
- Germain Latour, Guernica, histoire secrète d'un tableau, Seuil, 2013, 304 p. (ISBN 978-2-02-111481-2, lire en ligne)
- (en) Bojan-Ilija Schnabl, Guernica : Dans: Bojan-Ilija Schnabl. Voyages d‘amour – Potovanja ljubezni, Clavis (Ključ, Bosnie-Herzégovine), 2007, 201 p. (ISBN 978-9958-9568-3-6), p. 125
- Alain Vircondelet, Guernica 1937, Flammarion, 2018
- Guernica, sous la direction d’Émilie Bouvard, conservatrice chargée des peintures au Musée national Picasso-Paris, et Géraldine Mercier, historienne de l’art, coédition Musée national Picasso-Paris / Gallimard, 320 p., 2018 Catalogue de l’exposition « Guernica » présentée au Musée national Picasso-Paris.
- Antonio Oriol Anguera, Guernica, Société française du livre, 1979.

#### En anglais
- (en) Rudolf Arnheim, The Genesis of a Painting : Picasso's Guernica, University of California Press, 1962, 139 p. (ISBN 978-0-520-25007-9, lire en ligne)
- (en) Melvin E. Becraft, « Picasso's Guernica », Images within Images 3rd Edition, 1986
- (en) Anthony Blunt, Picasso's Guernica, New York, Oxford University Press, 1969, 60 p. (ISBN 0-19-500135-4)
- (en) David Cohen, « Hidden Treasures: What's so controversial about Picasso's Guernica? », Slate, 6 février 2003
- (en) Carla Gottlieb, « The Meaning of Bull and Horse in Guernica », Art Journal, vol. 24, no 2,‎ 1964-1965, p. 106-112 (lire en ligne)
- (en) Eugenio Fernández Granell, Picasso's Guernica : The End of a Spanish Era, Ann Arbor, Mich, UMI Research Press, 1981, 230 p. (ISBN 0-8357-1206-0)
- (en) Russell Martin, Picasso's War, Hol Art Books, 2012 (1re éd. 2002) (lire en ligne)
- (en) Ellen Oppler (dir.), Picasso's Guernica : Illustrations, Introductory Essay, Documents, Poetry, Criticism, Analysis, New York, W. W. Norton, 1988, 364 p. (ISBN 0-393-95456-0)
- (en) Frank D. Russell, Picasso's Guernica: The Labyrinth of Narrative and Vision, Allanheld & Schram, 1980
- (en) Gijs van Hensbergen, Guernica : The Biography of a Twentieth-Century Icon, Bloomsbury Publishing (1re éd. 2004), p. 288
- (en) Gijs van Hensbergen, « Piecing together Guernica », BBC News Magazine, 7 avril 2009
- (en) Robert W. Weisberg, « Case Studies of Innovation: Ordinary Thinking, Extraordinary Outcomes », dans The International handbook on innovation, Elsevier, 2003 (ISBN 008044198X)

#### En espagnol
- (es) Juan Larrea, Guernica : Pablo Picasso, Cuadernos para el Diálogo, 1977, 181 p. (ISBN 978-84-229-6015-7)
- (es) Joaquín de la Puente, El Guernica : historia de un cuardo, Madrid, Silex, 1983, 191 p. (ISBN 84-85041-77-1)